# Phularwan
Phularwan (en ourdou : پهُلروان) est une ville pakistanaise située dans le district de Sargodha, dans le nord de la province du Pendjab. C'est la neuvième plus grande ville du district. Elle est située à près de trente kilomètres au nord-est de Bhalwal.
La population de la ville a été multipliée par près de deux entre 1972 et 2017 selon les recensements officiels, passant de 11 346 habitants à 22 184. Entre 1998 et 2017, la croissance annuelle moyenne s'affiche à 1,7 %, inférieure à la moyenne nationale de 2,4 %. Selon le recensement de 2023, la population de la ville monte à 25 749 habitants.
|            | 1972 (rec.) | 1981 (rec.) | 1998 (rec.) | 2017 (rec.) | 2023 (rec.) |
| ---------- | ----------- | ----------- | ----------- | ----------- | ----------- |
| Population | 11 346      | 12 719      | 16 114      | 22 184      | 25 749      |